# Tuho Owo
Tuho Owo is een bestuurslaag in het regentschap Nias Barat van de provincie Noord-Sumatra, Indonesië. Tuho Owo telt 240 inwoners (volkstelling 2010).